# Raduszka (Koszalin)
Raduszka (nazywana również Raducha, do 1945 niem. Augustin) – osiedle w południowo-wschodniej części Koszalina. 
Przed 1945 obecna Raduszka była przysiółkiem pobliskiego Kretomina, po 1945 znalazła się w utworzonej gminie Świeszyno. Po jej zniesieniu w 1954 włączono ją do gromady Konikowo, a od 1 stycznia 1960 do Gromady Świeszyno (od 1973 gminy Świeszyno). W 1988 Raduszka została włączona w granice Koszalina.
Przez Raduszkę przepływa niewielka rzeka Raduszka, która ulega tu zjawisku bifurkacji. Dział wodny znajduje się w połowie osiedla - przepustem pod ulicą Wrzosów część wód płynie do Radwi, pozostałe wody stanowią dopływ Dzierżęcinki